# Un immortale su misura
Un immortale su misura (L'habit vert) è un film del 1937 diretto da Roger Richebé.